# A State of Trance 2007
A State of Trance 2007 Armin van Buuren holland lemezlovas mixlemeze. Elődeihez hasonlóan kétlemezes mixet jelent. Az On the Beach inkább az ibizai, lazítósabb vonalat képviseli, míg az In the Club az Armin által kedvelt bulizós dalokkal van teli.

## Dalok listája

### Első lemez
1. Cerf, Mitiska & Jaren - Light The Skies (Retrobyte's Classic Electrobounce Mix)  [6:07]
2. Chris Lake feat. Emma Hewitt - Carry Me Away  [6:15]
3. Sultan & Ned - Together We Rise  [6:00]
4. DJ Shah feat. Adrina Thorpe - Who Will Find Me  [9:15]
5. Kirsty Hawkshaw meets Tenishia - Reasons To Forgive  [7:00]
6. Rio Addicts - The Distance  [5:21]
7. Jose Amnesia feat. Jennifer Rene - Wouldn't Change A Thing  [5:18]
8. Sunlounger - In & Out (DJ Shah Rework)  [7:02]
9. Alex Bartlett feat. Anthya - Touch The Sun (Rank 1 Remix)  [4:20]
10. The Blizzard - Kalopsia  [6:19]
11. Kyau & Albert - Always A Fool  [6:12]
12. Global Illumination - Tremble  [6:53]

### Második lemez
1. Armin van Buuren - Miserere  [2:20]
2. Armin van Buuren - Rush Hour  [7:49]
3. Terry Ferminal vs. Mark Sherry - Walk Away (Terry Ferminal Mix)  [4:14]
4. Albert Vorne - Formentera What (Gareth Emery Remix)  [4:35]
5. Michael Dow - Ascent  [4:53]
6. Rex Mundi - Perspective  [4:14]
7. Ronski Speed feat. Sir Adrian - The Space We Are (Acapella)  [2:36]
8. Markus Schulz vs. Chakra - I Am  [5:47]
9. First State - Evergreen  [7:07]
10. Mike Foyle - Firefly  [4:11]
11. Nic Chagall - What You Need (Hard Dub)  [4:52]
12. Filo & Peri feat. Eric Lumiere - Anthem  [4:02]
13. Lost Witness vs. Sassot - Whatever (Aly & Fila Remix)  [3:58]
14. FKN feat. Jahala - Why? (Aly & Fila Remix)  [5:07]
15. Sophie Sugar - Day Seven  [3:14]
16. Sean Tyas presents Logistic - One More Night Out  [6:09]